# Макаренко Михайло Васильович
Михайло Васильович Макаренко (нар. 9 квітня 1950, м. Полонне, Хмельницька область) — український лікар акушер-гінеколог, політик. Заслужений лікар України (1999). Завідувач кафедри акушерства і гінекології Національного медичного університету ім. О.О. Богомольця.
Колишній член забороненої в Україні проросійської політичної партії соціального спрямування - ОПЗЖ. Народний депутат України 9-го скликання. 

## Життєпис
Освіта вища. У 1973 році закінчив Київський медичний інститут (спеціалізація «Лікувальна справа»). Доктор медичних наук, професор.
Макаренко працював на посаді лікаря акушера-гінеколога клінічної лікарні № 8 міста Києва. 1981–1985 — завідувач обсерваційного відділення Київського міського пологового будинку № 3. 1985–1986 — головний лікар Київського обласного пологового будинку.
1986–1997 — завідувач відділення патології вагітних, з 1997 — головний лікар Київського міського пологового будинку № 5. З 1999 — головний позаштатний спеціаліст з акушерства та гінекології Департаменту охорони здоров'я міста Києва.
2010–2014 — депутат Київської обласної ради від Партії регіонів. Голова комісії облради з питань охорони здоров'я материнства та дитинства.
З 2014 — депутат Київської міської ради від партії «УДАР». 2015 — кандидат у депутати Київської міськради від партії «Опозиційний блок».
Довірена особа кандидата на пост Президента України Юрія Бойка.
Кандидат у народні депутати від партії «Опозиційна платформа — За життя», обраний на парламентських виборах 2019 року, № 29 у списку. На час виборів: завідувач кафедри акушерства і гінекології Національного медичного університету ім. О.О. Богомольця, член партії «Опозиційна платформа — За життя». Проживає в місті Києві.
Заступник голови комітету з питань здоров’я нації, медичної допомоги та медичного страхування у Верховній Раді України IX скликання (з 29 серпня 2019 року), голова підкомітету з питань оздоровлення та охорони материнства і дитинства.

## Скандали
Макаренко на зарплату лікаря задекларував 2 будинки в передмісті Києва, 3 земельні ділянки, автомобіль Land Cruiser та гараж на 90 квадратних метрів.
22 липня 2025 року голосував за закон України 12414 який був ухвалений з порушенням Регламенту Верховної Ради України та підпорядкував НАБУ та САП Генеральному прокурору і викликав масові протести.